# Condicional material
El condicional material, també conegut com a implicació material, condicional funcional de veritat o simplement condicional, és una constant lògica que connecta dues proposicions. El condicional material intenta ser la versió formal del condicional en el llenguatge natural, el qual s'expressa per mitjà de paraules com les següents:
- Si  plou,  llavors  vaig al cinema.
- Vaig al cinema  si  plou.
- Quan  plou, vaig al cinema.

Simbòlicament, el condicional material se sol denotar de les següents maneres:
{\displaystyle A\to B\,}
{\displaystyle A\supset B}, i de vegades:
{\displaystyle A\rightarrow B\,}
On A i B són proposicions qualssevol. Les variables A i B es coneixen respectivament com l'antecedent i el conseqüent del condicional.
A lògica proposicional, el condicional material és una funció de veritat binària, que retorna  fals  quan A és veritable i B és falsa, i torna  veritable  en qualsevol altre cas. A lògica de predicats, pot ser vist com una relació de subconjunt entre l'extensió de predicats (possiblement complexos).

## Definició
El condicional material és una funció de veritat que pren dos valors de veritat (en general els valors de proposicions) i retorna  fals  quan el primer valor és vertader i el segon fals, i  veritable  en qualsevol altre cas.
En altres paraules, la taula de veritat del condicional material és la següent:
{\displaystyle {\begin{array}{|c|c||c|}A&B&A\to B\\\hline 1&1&1\\1&0&0\\0&1&1\\0&0&1\\\hline \end{array}}}
Com es veu, el condicional material retorna 0 ( fals ) només quan l'antecedent és vertader i el conseqüent fals. En tots els altres casos, torna 1 ( veritable ).

### Propietats formals
Algunes de les propietats formals del condicional material són:
- distributivitat: {\displaystyle (A\to (B\to C))\to ((A\to B)\to (A\rightarrow C))\,}
- transitivitat: {\displaystyle (A\to B)\to ((B\to C)\to (A\to C))\,}
- Propietat commutativa: {\displaystyle A\to (B\to C))=(B\to (A\to C))\,}
- Idempotencia: {\displaystyle A\to A\,}
- Preservació de la veritat: La interpretació en virtut del qual totes les variables se'ls assigna un valor de veritat de «veritable» produeix un valor de veritat de «veritable» com a resultat de la implicació material.

## Diferència entre el condicional material i la implicació lògica.

Diagrama de Venn del condicional material.

Diagrama de Venn de la implicació lògica.

El condicional material no s'ha de confondre amb la relació de implicació lògica. No obstant això, hi ha una estreta relació entre tots dos en la majoria dels sistemes lògics, incloent la lògica clàssica. Per exemple, els següents principis se sostenen:
- Si {\displaystyle \Gamma \vdash A}, llavors {\displaystyle \vdash \Gamma \to A}, on A és una fórmula qualsevol i {\displaystyle \Gamma } és un conjunt de fórmules qualsevol. Aquest és un cas particular del teorema de la deducció.
- Si {\displaystyle \vdash \Gamma \to A}, llavors {\displaystyle \Gamma \vdash A}. Això és un cas particular de l'invers del teorema de la deducció.
- Tant el condicional material com la conseqüència lògica són monòtones. És a dir, si {\displaystyle \Gamma \vdash A}, llavors {\displaystyle \Delta \cup \Gamma \vdash A} i si {\displaystyle A\to B\,}, llavors {\displaystyle (A\land C)\to B}.

Aquests principis, però, no valen en tots els sistemes lògics. Per exemple, no se sostenen en les lògiques no monòtones.
La diferència entre el condicional material i la implicació lògica és anàloga la diferència entre l'operació {\displaystyle A^{c}\cup B} i l'operació {\displaystyle A\subseteq B} a la teoria de conjunts.

### Exemple
En el camí de {\displaystyle A\subseteq B} a {\displaystyle A\cap B^{c}=\emptyset } la diferència entre la implicació lògica {\displaystyle \rightarrow } i material {\displaystyle \rightarrow } es pot veure en un càlcul fàcil:
{\displaystyle A\subseteq B}
{\displaystyle \leftrightarrow (x\in A\rightarrow x\in B)}
{\displaystyle \leftrightarrow \forall {x}(x\in A\rightarrow x\in B)}
{\displaystyle \leftrightarrow \forall {x}(x\notin A\lor x\in B)}
{\displaystyle \leftrightarrow \neg \exists {x}(x\in A\land x\notin B)}
{\displaystyle \leftrightarrow \neg \exists {x}(x\in A\cap B^{c})}
{\displaystyle \leftrightarrow (A\cap B^{c}=\emptyset )}
El condicional material pot ser definit per mitjà de la disjunció i la negació. La relació {\displaystyle \rightarrow } per {\displaystyle \rightarrow } i el quantificador universal {\displaystyle \forall }

## Problemes filosòfics entorn del condicional material
El significat de la connectiva condicional de vegades s'utilitza en llenguatge natural català: 'si la condició llavors la conseqüència"  de la construcció (una mena de frase condicional), on  la condició  i la  conseqüència  s'omplen d'enunciats del llenguatge natural. No obstant això, aquesta construcció també contempla una "raonable" connexió entre la condició (pròtasi) i la conseqüència (apòdosi) (vegeu la lògica connectiva).
Així, malgrat que una connectiva condicional d'una contradicció és sempre vertadera, en llenguatge natural, "Si  hi ha tres àtoms d'hidrogen H  2  O,  llavors  el govern perd les pròximes eleccions"  s'interpreta com fals per la majoria dels oïdors, ja que les afirmacions de la química no té rellevància en política.
"Si P llavors Q", en llenguatge natural, sembla dir  "P i Q estan connectats  i  P → Q".  Quin tipus de connexió s'entén pel llenguatge natural? - No està clarament definit..
- L'afirmació "Si (b)  tots els solters no estan casats,  llavors (C)  la velocitat de la llum en el buit és constant"  pot ser considerat fals, perquè no hi ha cap relació discernible entre (B) i (C), tot i que (B) → (C) és cert.
- La declaració "si (S),  Sòcrates era una dona  a continuació (T)  1+1 = 3"  es pot considerar falsa, per la mateixa raó, tot i (S) → (T) és cert.

Quan  es connecten  la pròtasi i l'apòdosi, la funcionalitat de la veritat dels condicionals lingüística i lògica coincideixen: la distinció és només aparent quan la connectiva condicional és veritat, però el seu antecedent i conseqüent són percebuts com desconnectats.
La connectiva condicional fa la distinció explícita dels condicionals  lingüística. S'aïlla el conseqüent, la relació de la veritat sense ambigüitats funcionals.
Per tant, cal posar entre parèntesis el llenguatge natural de la connectiva condicional  X  →  I,  de forma aïllada, es considera que "és fals que  X és veritat i alhora I  fals" - és a dir, formalment se simbolitza {\displaystyle \neg (X\land \neg I)} Es podria dir que això és més intuïtiu que la seva disjunció lògicament equivalent {\displaystyle \neg X\lor I}
La funció de la veritat {\displaystyle \rightarrow } correspon a "no ... o ..." i no es correspon amb l'anglès "si ... llavors ..." de la construcció. Per exemple, qualsevol condicional amb un antecedent fals és veritable.
Així que l'enunciat 'si 2 és senar, aleshores 2' és fins i to és veritat. De la mateixa manera, qualsevol condicional amb un fals antecedent és sempre vertader. L'enunciat "si els porcs volen, llavors París és a França" és vertader. Aquests problemes es coneixen com les paradoxes de la implicació material, encara que en realitat no són paradoxes en sentit estricte, és a dir, que no provoca contradiccions lògiques.
Hi ha diversos tipus de condicionals, p. e.: el condicional indicatiu i el subjuntiu o el condicional contrafactuall. Aquests últims no tenen la mateixes condicions de veritat com la connectiva condicional.